# Polona Glavan

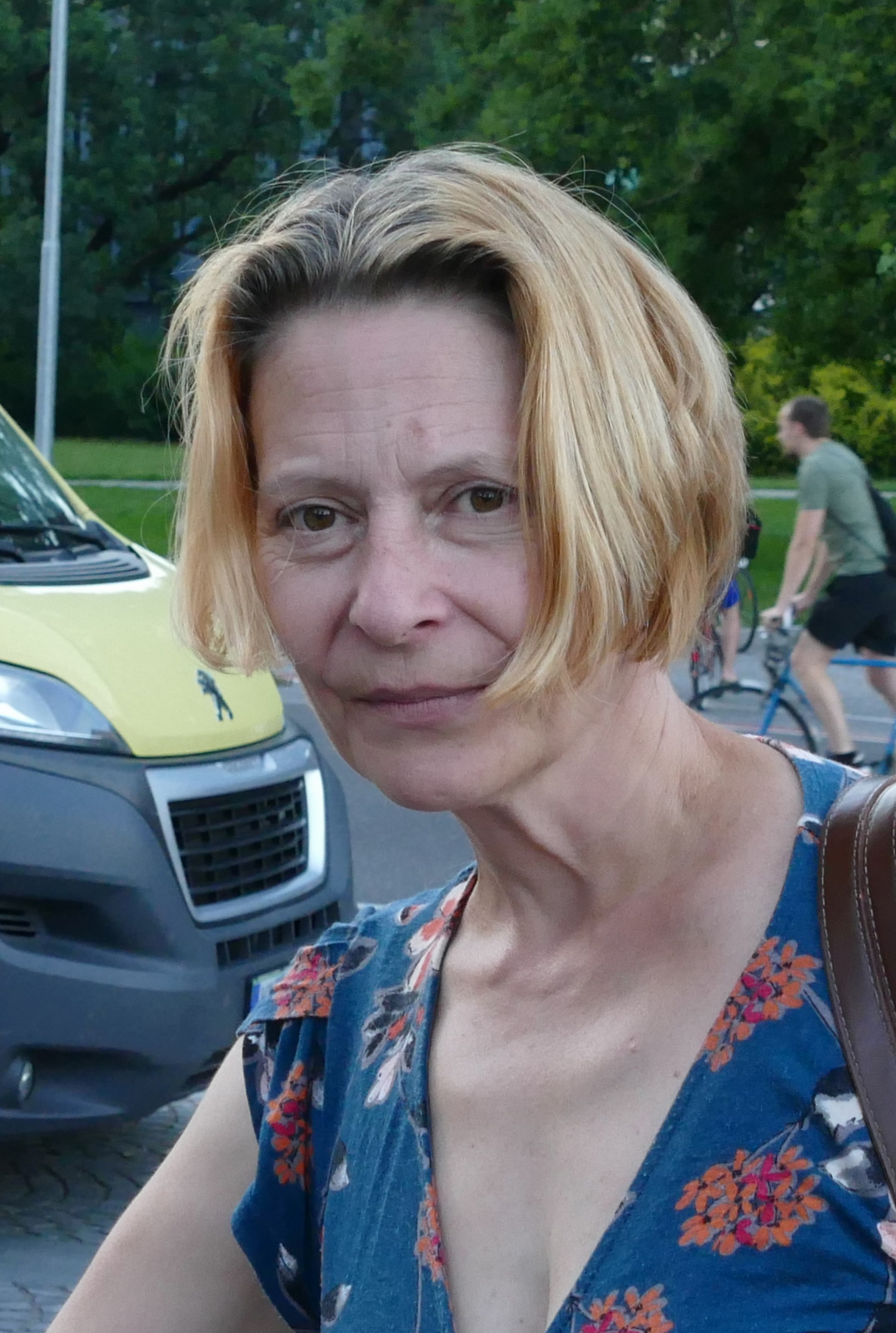
Polona Glavan

Polona Glavan, född 1974, är en slovensk författare och översättare.

## Biografi
Polona Glavan har tagit examen i komparativ litteratur och engelska vid Ljubljanas universitet. Hon arbetar och bor i Ljubljana.

## Verk
Polona Glavan publicerade sina första berättelser i början av 1990-talet. Hennes roman, Noč v Europi (En natt i Europa, icke-officiell översättning) publicerades 2001 och nominerades 2002 till det slovenska litteraturpriset Kresnik. Därefter har hon skrivit en samling berättelser kallad Gverilci (Guerillas, icke-officiell översättning) som tilldelats det slovenska priset Zlata Ptica 2005 som ett enastående verk av en ung artist. Många av hennes berättelser har översatts.
Som översättare har Polona Glavan varit aktiv i över ett decennium. Hon översätter från engelska, serbiska, kroatiska men har även översatt från engelska till slovenska, bland annat författarna Hannah Arendt, Bernard Mac Laverty, Andrea Levy och Flannery O’Connor. Dessutom har hon medverkat som redaktör och översättare till en antologi av modern brittisk skönlitteratur. 